# ذراع الدقدوق

تعديل مصدري - تعديل

ذراع الدقدوق هي إحدى قرى عزلة القارة بمديرية رصد التابعة لمحافظة أبين، بلغ تعداد سكانها 49 نسمة حسب تعداد اليمن لعام 2004.